# Laze (gmina Gorenja vas-Poljane)
Laze – wieś w Słowenii, w gminie Gorenja vas-Poljane. W 2018 roku liczyła 26 mieszkańców.